# Bitva pod Studencem
Bitva pod Studencem byla menším válečným střetem mezi ustupující pruskou armádou prince Augusta Viléma Pruského a rakouským vojskem pod velením generálů Friedricha Holstein-Becka a Andráse Hadika po porážce tažení krále Fridricha II. do Čech v první fázi tzv. sedmileté války o rakouské následnictví. Odehrála se mezi 18. a 21. červencem 1757 pod vrchem Studenec nedaleko České Kamenice. Rakouské oddíly, po vyhrané bitvě u Kolína svedené 18. června tohoto roku, vítězně napadly pruská vojska ustupující z Čech přes Lužické hory.

## Předehra
Po rozpoutání sedmileté války Pruskem roku 1756 byly bojové akce na zimu přerušeny a roku 1757 zahájil Fridrich II. tažení do Čech. Po pro Prusy vítězné bitvě u Štěrbohol v okolí Prahy svedené 6. května pak pruské vojsko utrpělo drtivou porážku v bitvě u Kolína 18. června a zahájilo spěšný ústup na severozápad zpět směrem do Saska.
Voj pod velením prince Augusta Viléma, králova bratra, postupoval přes Mladou Boleslav a Českou Lípu, ne však dostatečně rychle, aby včas překročily Lužické hory. Rakouská armáda maršálka Leopolda Dauna pak Prusy pronásledovala a hodlala je odříznout od nejkratší přístupové cesty k hranici, což se jí podařilo dobytím Jablonného v Podještědí 15. července, kde kapituloval generál Puttkammer.

## Průběh bitvy
Během denních hodin 18. července 1757 obsadily oddíly generála Becka prostor pod vrchem Studenec v očekávání kolony pruského vojska. Ta na místo dorazila v noci a díky osvětlení luceren byla dobře viditelná. Rakušané zaútočili ze tří stran a strhly se urputné noční boje trvající až do ranních hodin. Během 19. července se pak oddíly rakouského generála Andráse Hadika a generála Kleefelda v síle čtyř sborů s osmi děly střetly s postupujícími Prusy nedaleko obce Studený. Prusové byli nuceni ustoupit, po příchodu posil se pak pokusili na Kleefeldově křídle o protiútok, který však Rakušané odrazili. Rakouské ztráty při srážce u Studené tvořily 164 mrtvých a 264 zraněných, pruské vojsko mělo 486 padlých, 135 zajatých a 423 zběhů.
Další srážky proběhly též ve dnech 20. a 21. července. Následujícího dne začali pak být pohřbíváni padlí. Celkem zahynulo přes 700 vojáků z obou armád. Beck, který přišel v bitvě o oblíbeného koně, odtáhl se svými muži směrem k Tolštejnu, další rakouské jednotky se utábořily u Jiřetína pod Jedlovou.

## Hodnocení bitvy
Úspěšné blokování pruského ústupu bylo pak v rakouském tažení následováno vítěznými bitvami, mj. u Žitavy. Fridrich II. ovšem své mocenské ambice neopustil a roku 1758 napadl pak Habsburskou monarchii na severní Moravě, kteréžto tažení bylo ukončeno jeho porážkou v bitvě u Domašova téhož roku.
Na místě bitvy byl vybudován mohutný kříž připomínající zdejší události, který za dobu své existence několikrát zanikl a byl následně obnoven. Roku 1906 zde byl vybudován také kamenný pomník padlým.